# La Mole (restaurante)
La Mole é uma rede de restaurantes localizada nas cidades do Rio de Janeiro e Niterói. O primeiro restaurante foi inaugurado no Leblon em abril de 1958 e a franquia na Barra da Tijuca em 1974, a terceira franquia, a tijucana, foi aberta em 1980. Em 2001 o La Mole lançou o serviço Piccolo um serviço para refeições rápidas.
A franquia do Carioca Shopping ganhou o prêmio Água na Boca de 2010, na categoria melhor restaurante ficando na frente do restaurante Via Gourmet, na Vila da Penha.

## Lojas[4]
Atualmente o La Mole conta com 16 lojas, duas em Niterói, 1 em Nova Iguaçu, 1 em Cabo Frio e 12 no Rio de Janeiro. A lista de unidades são:
- Barra da Tijuca - 1974
- Botafogo - 1982[1]
- Cabo Frio - 2015
- Copacabana - 2003
- Freguesia - 2015
- Icaraí - 1990
- Leblon - 1958
- Nova Iguaçu - 2015
- Tijuca - 1980[5]
- Vila Valqueire - 2017

Lojas situadas em shoppings:
- Barra Shopping - 1988
- Ilha Plaza - 1991
- Norte Shopping -1996
- Plaza Shopping - 1991
- Recreio Shopping - 2014
- Shopping Rio Sul - 1990